# Fernando de Rojas
Fernando de Rojas (* zwischen 1461 und 1476 in La Puebla de Montalbán, heute Provinz Toledo; † 1541) war ein spanischer Jurist und Schriftsteller des Spätmittelalters.

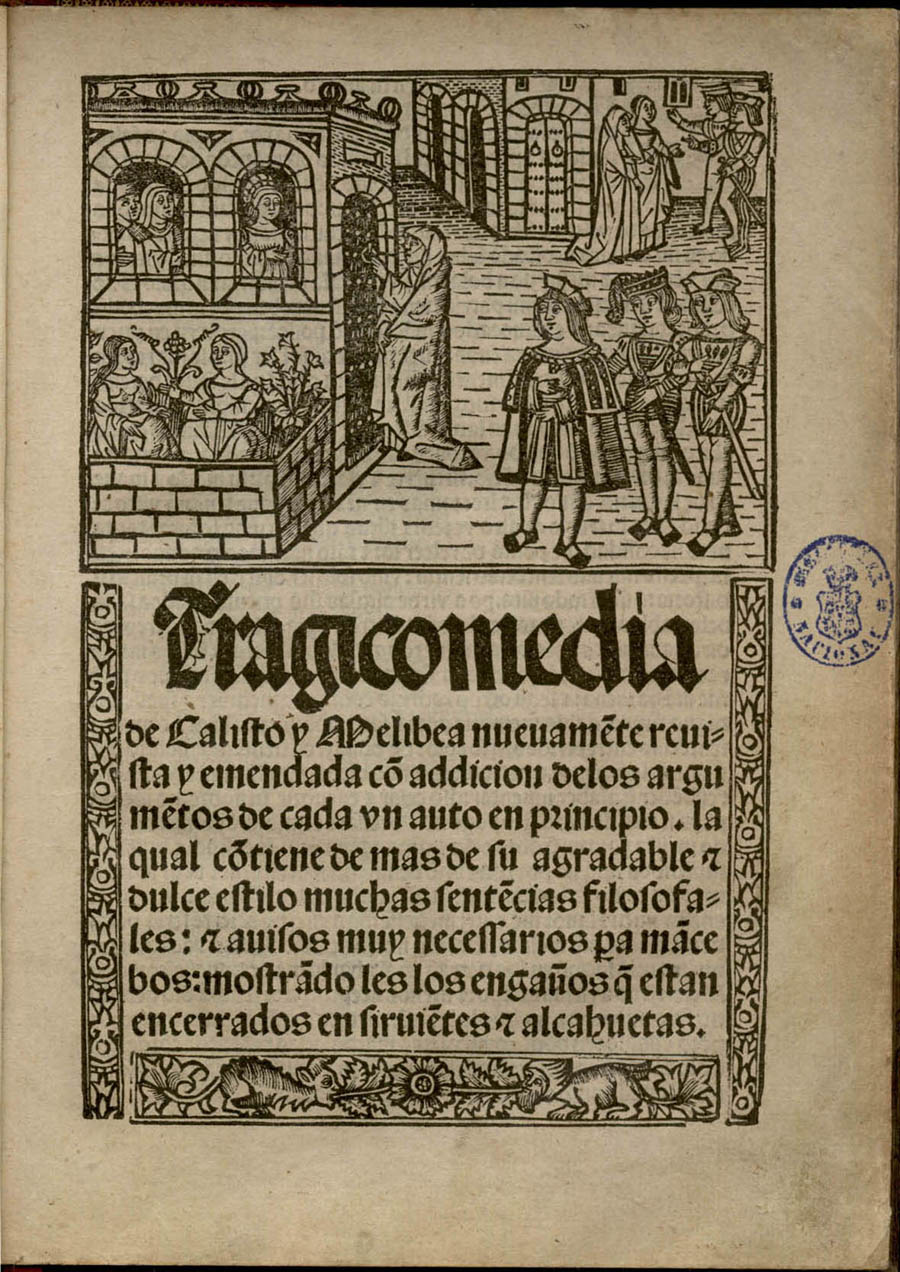
Deckblatt von La Celestina

Er wurde zwischen 1461 und 1476 in La Puebla de Montalbán (Toledo) geboren. 1488 ging Rojas nach Salamanca, wo er Jura, Latein, Philosophie und andere Fächer studierte. Seit 1507 lebte er in Talavera, wo er als Jurist sein Geld verdiente. 1538 wurde er Bürgermeister der Stadt. Die Familie von Rojas war ursprünglich jüdisch, wahrscheinlich konvertierte sein Großvater zum Christentum. In Talavera lernte er auch seine zukünftige Frau Leonor Alvárez de Montalbán kennen, die ebenfalls aus einer konvertierten Familie stammte. Als Schriftsteller ist einzig die Tragikomödie La Celestina von ihm bekannt, die 1499 zum ersten Mal, unter dem Namen „Comedia de Calisto y Melibea“, publiziert wurde.